# Иркаев, Мулло Иркаевич
Мулло Иркаевич Иркаев (9 мая 1910 года — 12 декабря 1996 года) — советский учёный-педагог, действительный член АПН СССР (1967).

## Биография
Родился 9 мая 1910 года в кишлаке Сайраб Бойсунского района Узбекистана в семье дехканина, рано лишившись родителей, жил в Душанбинском детском доме с 1925 по 1927 годы, после чего был направлен на учёбу в Ташкент.
В 1929 году, после окончания института, приступил к педагогической, научной и общественной деятельности.
До 1941 года — работал преподавателем, заведующим учебной частью в педагогическом училище и других учебных заведениях г. Душанбе.
В 1939 году — окончил исторический факультет Сталинабадского государственного педагогического института имени Т. П. Шевченко.
В период с 1941 по 1950 годы — работал на партийной работе — на ответственных постах ряда областных комитетов Компартии Таджикистана.
С 1949 по 1975 годы — работал в Таджикском государственном университете имени В. И. Ленина, с 1950 года — руководитель кафедры истории КПСС.
В 1953 году, окончил заочно аспирантуру при Душанбинском государственном педагогическом институте, и защитил кандидатскую диссертацию, тема: «Разгром ставленника англо-американского империализма — авантюриста Ибрагим-бека».
В 1963 году — было присвоено учёное звание профессора.
В 1964 году — защитил докторскую диссертацию на тему: «История гражданской войны в Таджикистане».
В 1967 году — избран действительным членом Академии педагогических наук СССР.

## Научная деятельность
Сфера научных интересов: краеведение, история Таджикистана, история образования.
Автор более 30 монографий и брошюр, свыше 60 научных статей и около 80 материалов на русском, таджикском и узбекском языках.
Под его руководством подготовлено более 50 кандидатов и докторов наук.
Основные работы
- «В боях за Советский Таджикистан» в соавторстве с Ю. А. Николаевым;
- «Материалы к истории таджикского народа (Советский период). За власть Советов в Таджикистане. Воспоминания участников революции и борьбы с басмачеством», один из составителей сборника воспоминаний;
- «Очерки истории Советского Таджикистана» в соавторстве с Ю. Николаевым и Я. Шариповым (1958), где изложена краткая история Таджикистана со времен Октябрской революции до 50-х годов XX века;
- «История гражданской войны в Таджикистане», где обобщается история гражданской войны на территории Таджикистана, в которой отказался от принятой ранее хронологии гражданской войны в Таджикистане (1921—1924) и обосновал новую датировку: 1921—1926 гг., разделив этот период на три этапа: I — лето 1921-1923гг; II — лето 1923-конец 1924 гг.; III — 1925-лето 1926 гг, которая в целом, была одобрена и принята учёными Советского Таджикистана.

## Награды
- ордена, медали, почётные грамоты